# Chris Batista
Chris Batista (* 1970 in New York) ist ein US-amerikanischer Comiczeichner. 

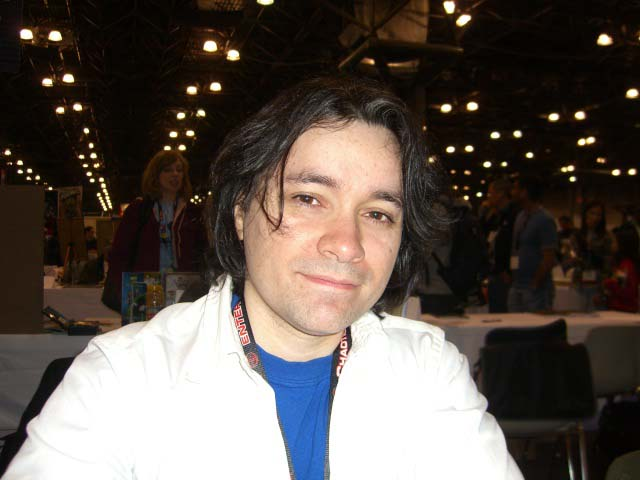

## Leben und Arbeit
Batista begann 1992 als hauptberuflicher Comiczeichner zu arbeiten. Zuvor wurde er an der School of Visual Arts in Manhattan zum akademischen Künstler ausgebildet, wo unter anderem Klaus Janson zu seinen Lehrern gehörte.
Zu den Serien, für die Batista bisher tätig gewesen ist, zählen unter anderem Steel (1993–1995), The Legion (2003–2004), JLA (2005) und 52 (2006–2007) für DC-Comics, Spider-Man 2099 (1994) und Spacenights (2000–2001) für Marvel Comics, sowie Thunderbolts (2002–2003) für Wildstorm Publishings.
Gegenwärtig zeichnet Batista den Superhelden-Klassiker Robin.